# Чинарова, Тамара Евсевиевна
Тамара Евсевиевна (Евсеевна) Чинарова (урождённая Рекемчук, в замужестве Финч; 18 июля 1919 — 31 августа 2017) — австралийская балерина украинского, армянского и грузинского происхождения.

## Биография
Родилась 18 июля 1919 года в бессарабском городе Четатя-Албэ, ныне Белгород-Днестровский.

### Семья
Её семья имела армянские, грузинские и украинские корни. Сестра писателя Александра Евсеевича Рекемчука.
Дед Тамары по материнской линии — Кристапор Чинарян (Kristapor Chinaryan), был армянским землевладельцем, пережившим массовые убийства армян в 1894—1896 годах Османской империей. В 1895 году он бежал в Бессарабию, где принял русифицированную фамилию Чинаров. Он женился на украинке и в итоге стал очень богатым человеком, владея виноградниками, тремя домами и гостиницей. Во время кишиневских погромов 1903 года он укрывал еврейские семьи в своих подвалах.
Её мать — Анна, выучилась на медсестру и работала в Красном Кресте во время Первой мировой войны. Там она познакомилась с капитаном Русской императорской армии Евсевием Тимофеевичем Рекемчуком украинского и грузинского происхождения, за которого вышла замуж в 1918 году. В 1920-е годы вся семья эмигрировала во Францию, жили в Париже, где Тамара начала заниматься танцами с эмигрантскими балеринами из Императорского русского балета. В 1926 году отец вернулся в Советский Союз, пожелав строить новое социалистическое общество. Тамара с матерью, убежденной антибольшевчкой, решили остаться в Париже и больше никогда отца не видели. Тамара взяла девичью фамилию матери.
Отец в 1926 году во второй раз женился на украинской актрисе Лидии Андреевне Приходько (1905—1984), в 1927 году у них родился сын Александр Рекемчук, который впоследствии стал журналистом и писателем. Евсевий Рекемчук был арестован по обвинению в шпионаже в пользу Румынии и расстрелян 11 октября 1937 года. Посмертно, после смерти Сталина, был реабилитирован.

### Жизнь и творчество
В десятилетнем возрасте девочка начала обучение у известной преподавательницы, бывшей балерины Императорского русского балета — Ольги Преображенской. Уже в 1931 году она отправилась в тур по Алжиру и Марокко, где её представляли как «самую маленькую балерину в мире». В 1932 году она выступила в Румынии, в том числе в своем родном городе. Гастроли по Румынии сопровождали цыганские музыканты, и Чинарова училась сложным цыганским танцам.
По возвращении во Францию, в Париже, хореограф Джордж Баланчин заметил Чинарову и её одноклассников, выбрав их для танцевальных представлений в оперетте «Орфей в аду». В 1932 году Тамара Чинарова присоединилась к Оригинальному русскому балету в Монте-Карло и быстро завоевала известность. Чинарова выступала со своими соучениками — Ириной Бароновой, Татьяной Рябушинской и Тамарой Тумановой, которые, по выражению Баланчина были «Русскими балеринами, которые никогда не танцевали в России».
В 1936 году Тамара Чинарова приехала с гастролями в Австралию, а через два года снова вернулась сюда с Оригинальным русским балетом. Произвела сильное впечатление на австралийскую публику в балетах Les présages, Thamar и Le Beau Danube bleu. В 1939 году, по завершении тура по Австралии, балерина решила остаться в этой стране. В 1940-е годы она внесла важный вклад в становление новых австралийских трупп, в том числе Элен Кирсовой и Эдуарда Борованского. В середине 1940-х годов она была главной танцовщицей балета Эдуарда Борованского и работала с ним над восстановлением балетов из репертуара русских произведений.
После ухода из танцев Тамара Чинарова-Финч выступала в качестве русского переводчика для многих англоязычных танцевальных трупп, в том числе для Австралийского балета, во время его гастролей в России и для российских артистов, гастролировавших на Западе. Она также работала как писатель танцев и публиковалась в ряде танцевальных журналов, в частности, в Dancing Times. В 1958 году она стала соавтором вместе с Гектором Кэмероном сборника русских сказок для детей под названием «Маленький король: книга двадцати ночей и одной ночи» («The Little King: The book of twenty nights and one night»).
В 1943 году Тамара Чинарова вышла замуж за актёра Питера Финча и работала с ним над несколькими фильмами. В 1949 году у них родилась дочь Анита. Супруги переехали в Лондон, где Чинарова находилась до 2004 года, когда она уехала в Испанию, к своей дочери. Развелись Чинарова и Финч в 1959 году, после того, как обнаружился его роман с актрисой Вивьен Ли в Калифорнии.
Умерла 31 августа 2017 года в Малаге.
Автор мемуаров «Dancing into the Unknown: My Life in the Ballets Russes and Beyond». Dance Books Ltd., 2007. ISBN 978-1-85273-114-4.